# Comédie Italienne

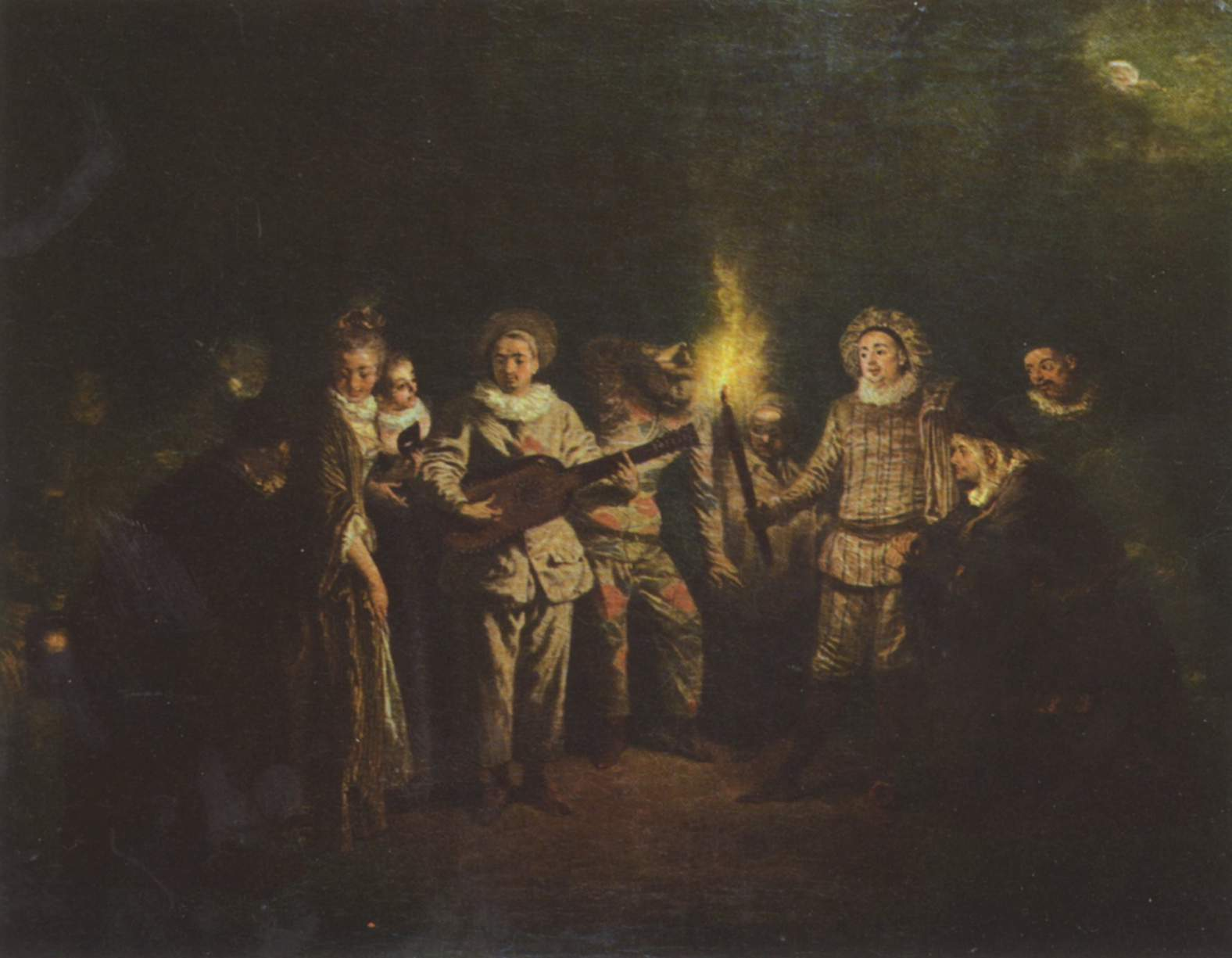
Los personajes de la «Commedia dell'Arte» en la Comédie Italienne parisina, por Antoine Watteau (L'amour au Théâtre-Italien, 1717; Gemaldegalerie de Berlín).

Comédie-Italienne o Théâtre-Italien fueron los nombres que desde el siglo XVII adoptaron las compañías teatrales que programaban en París el repertorio de la commedia dell'arte, hasta su fusión con la Opéra-comique. La denominación tomó cuerpo en 1680 al fundarse la Comédie-Française, que desde ese año reunió tres compañías teatrales: Lʼillustre Théâtre, Théâtre du Marais y Les Comediens du Roi de lʼHôtel de Bourgogne, poco después de la muerte de Molière.

## Historia

### Orígenes

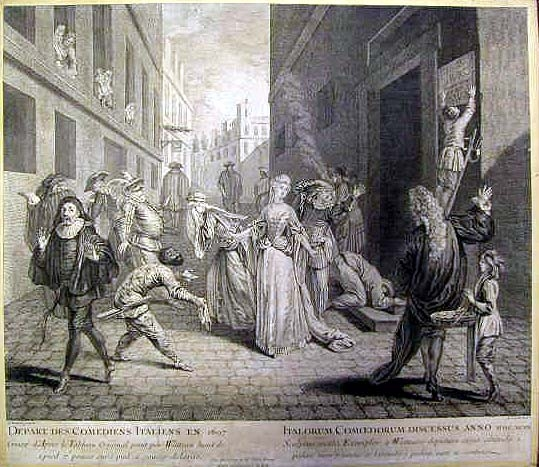
Départ des Comédiens Italiens en 1697, grabado de L. Jacob según Antoine Watteau.

La Comédie Italienne tiene su origen en las compañías italianas itinerantes que periódicamente visitaban la capital francesa desde el siglo XVI. La primera troupe profesional, los Gelosi, ocupó de 1600 a 1604 el hôtel de Bourgogne, después de dos desafortunados intentos en 1577 y 1588. Les siguieron varias otras troupes, en particular la de los Comici fedeli entre 1610 y 1623. Su popularidad les permitió crear una compañía estable, la de Giuseppe Bianchi, que se instaló en 1645 en el hôtel du Petit-Bourbon, sala que compartió a partir de 1658 con la troupe de Molière.
Colocado bajo la protección del rey, presentaba al público francés piezas de la Commedia dell'arte en versión original antes de abrirse a los más grandes dramaturgos franceses de la época (Dufresny, Regnard, Houdar de La Motte, Nolant de Fatouville, Brugière de Barente, Évariste Gherardi, Jacques Losme de Monchesnay, Palaprat, Eustache Le Noble, Louis Biancolelli, Mongin o Boisfranc).
Después de la destrucción del Petit-Bourbon en 1660, los actores italianos fueron trasladados al Palais-Royal y al crearse la Comédie Française (1680), los «italianos» pasaron al hôtel de Bourgogne, en la rue Mauconseil. En ese periodo consiguieron permiso gubernamental para incluir en sus puestas en escena diálogos en francés y algunas canciones. Los buenos resultados llegaron a despertar la envidia de sus rivales franceses. Actuaron allí con éxito hasta 1697. El anuncio de las actuaciones de La Fausse prude, una obra inspirada directamente en Madame de Maintenon sirvió ese año como pretexto para que Luis XIV cerrase el teatro (4 de mayo). A partir de entonces, la troupe se dispersó y se dirigió a las provincias, no pudiendo regresar a París hasta 1716, veinte años después.

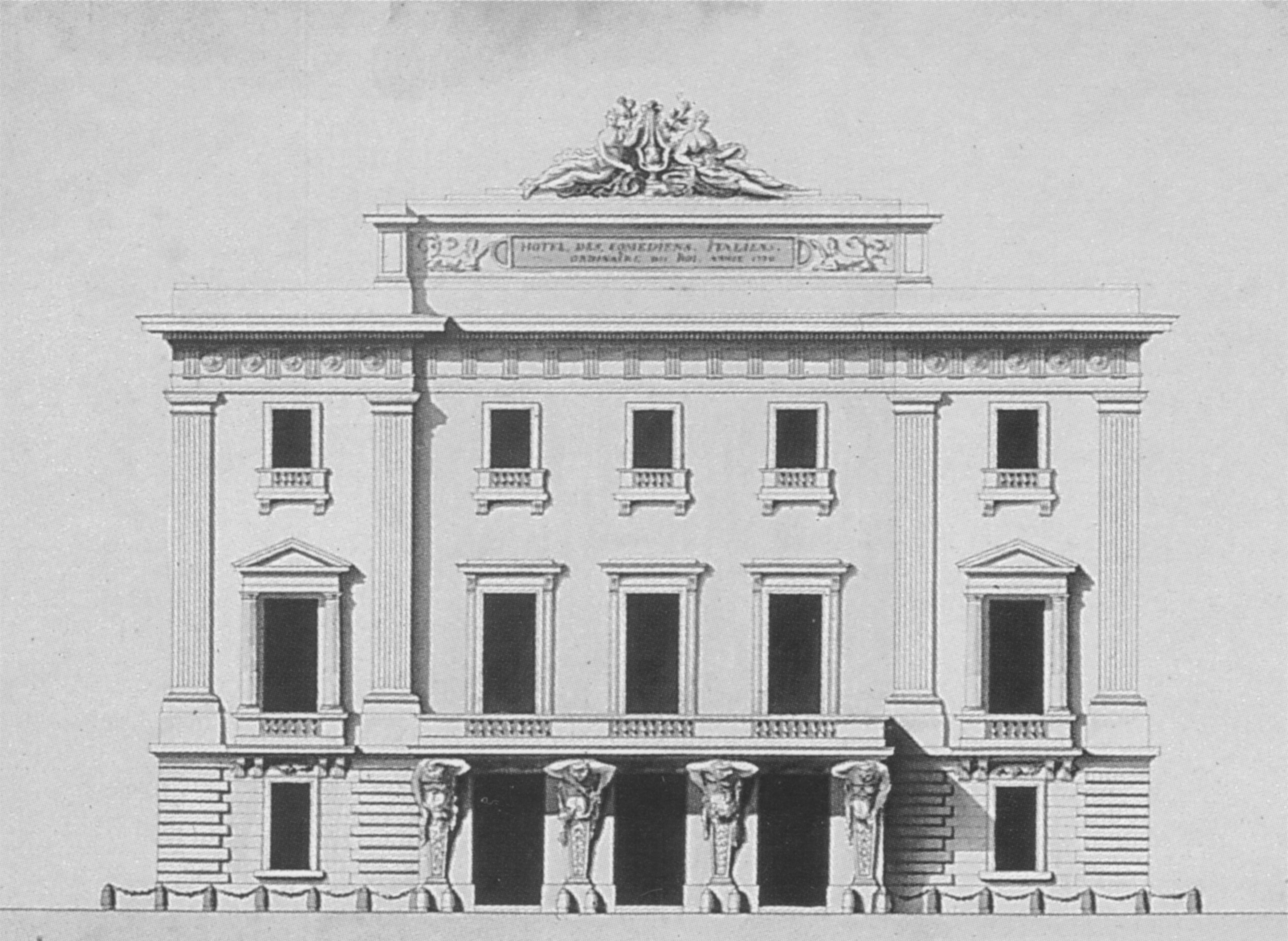
El hôtel de Bourgogne, sede de la Comédie Italienne en 1680.

En 1723, los miembros de la Comédie Italienne fueron reconocidos oficialmente como «comédiens ordinaires du roi», tras poner en escena autores franceses como Marivaux. En su última etapa, sus trabajos se resintieron de cierta identidad con sus rivales italianos de la «opera buffa», de origen napolitano. 
En 1762 la Comédie Italienne se fusionó con sus rivales de la Ópera Comique.

### Elenco
En la década de 1650, durante sus primeras actuaciones en París, la Comédie Italienne se componía tan solo de diez actores: T. Fiorilli (Scaramouche), D. Lokatelli (Trivel) D. Byankolelli (Arlequín) D. B. Turri (Pantaleón), A. A. Lolli (Il Dottore) G.Bendinelli (Wahler, primer enamorado), Dzh. A. Dzanotti (Octave, segundo enamorado), B. Byanki (Aurelia, primera enamorada), O. Korteze (segundo amor Eulariya, segunda enamorada) y P. Adami (Diamantina, criada). En un documento de 1684, firmado por María Ana de Baviera, esposa del Delfín Luis de Francia y protectora del teatro de los cómicos italianos, se hacía constar que la compañía estaría compuesta por doce personas, entre actores y actrices: dos actrices cómicas, dos actrices dramáticas, dos hombres jóvenes para papeles de enamorados, dos cómicos, dos protagonistas de la intriga y dos ancianos. También Angelo Costantini, diez años más tarde, anotaba:

...la compañía de la comedia italiana consta de dos amantes, tres mujeres, dos para papeles serios y una cómica; además de los papeles masculinos de Scaramouche, Pantaleón, dos doctores boloñeses, y los siervos Mezzettino y Arlequín. Habiendo garantizado el rey a cada actor al menos quinientas coronas.

### Ópera italiana y teatro de los italianos

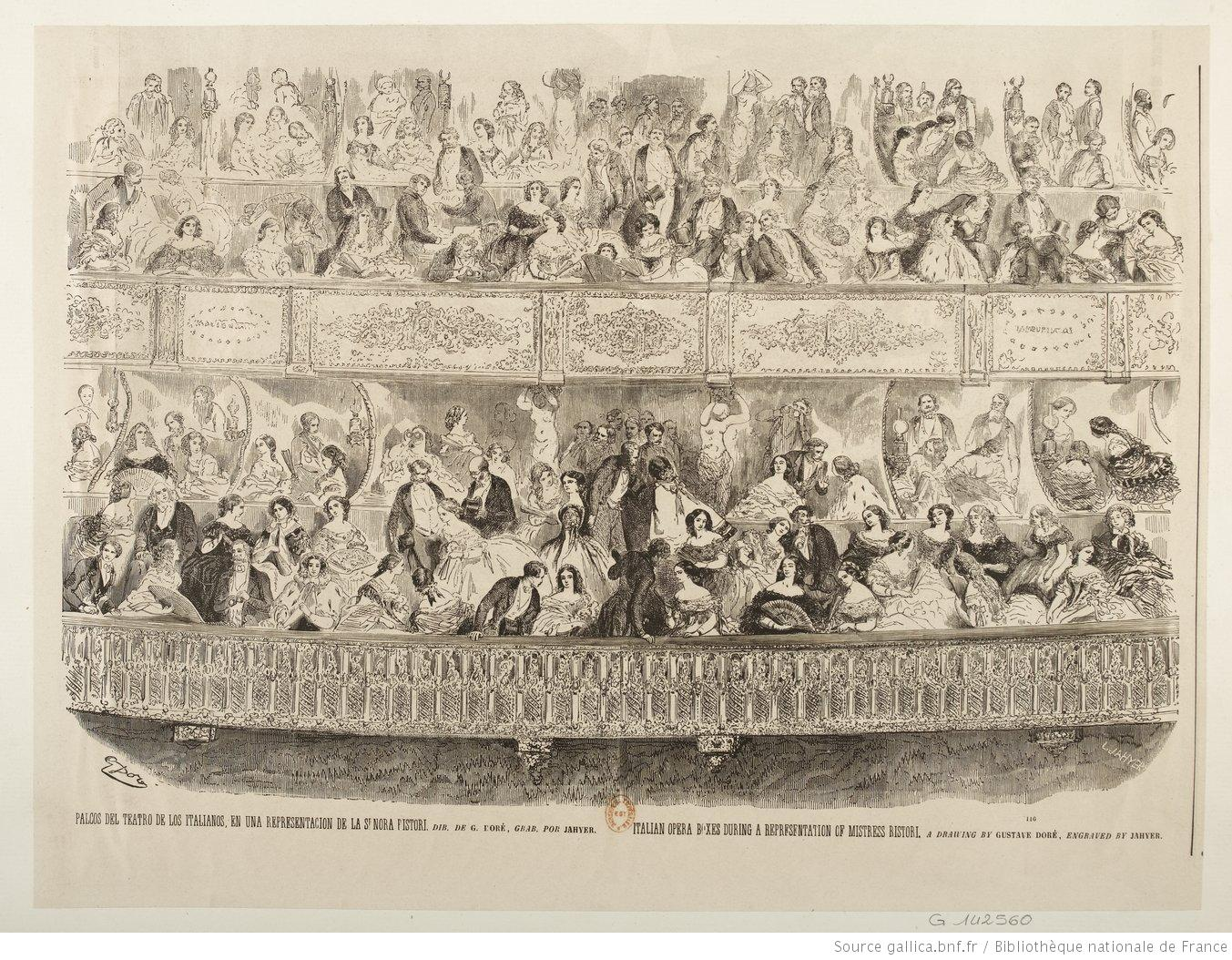
Palcos en «los Italianos», en el París de 1856, dibujo de Doré, grabado por Jahyer.

La tradición teatral-musical de origen italiano en París, tuvo continuidad con el desarrollo del Théâtre Lyrique-Italien, también llamado Théâtre Royal Italien, Teatro de los Italianos y Opéra-Italien. Se trataba de un espectáculo mixto que a lo largo de más de un siglo evolucionó desde la opera buffa a la opera seria[cita requerida], y que tuvo sus sedes en una serie de locales (Théâtre Feydeau, Sala Favart, Théâtre Louvois, Théâtre de l'Odéon entonces llamado Teatro de la Emperatriz), nomadismo provocado por los cambios políticos en Francia y la evolución de las modas culturales, hasta su clausura en 1878. Los últimos locales que registraron la presencia de la Ópera italiana en París fueron el Théâtre de la Gaîté, el Théâtre du Châtelet y, esencialmente, en la Ópera de París.

## Comédie-Italienne en elsigloXX
En 1980 se recuperó en París el modelo de la Comédie Italienne con la apertura de un local así nombrado en la rue de la Gaîté. Fue fundado por Attilio Maggiulli, tras el cierre de su anterior local del Teatrino Italiano, en la avenida Maine. Se considera el único ejemplo vivo en Francia, que represente piezas de la Commedia dell'arte y teatro italiano clásico y contemporáneo, en su traducción francesa.